# Lumban Sitorus
Lumban Sitorus is een bestuurslaag in het regentschap Toba Samosir van de provincie Noord-Sumatra, Indonesië. Lumban Sitorus telt 593 inwoners (volkstelling 2010).